# Sophia Magdalena Gardelius
Sophia Magdalena Gardelius, född 1804, död 1881, var en svensk damastvävare. Hon betraktas som en pionjär inom den gotländska damasttekniken. 
Hon gifte sig 1822 med en bonde i Roma socken. När maken ruinerades flyttade de hem till hennes föräldrahem, och hon började då väva damast för att försörja familjen. 1832 lät hon annonsera om att hon vävde på beställning, och strax därefter öppnade hon vävskola. Damastvävning var vid denna tid något nytt och populärt – samtida med henne var E och M Brodins damastverkstad, som sköttes av systrarna Elisabeth och Maria Brodin i Gävle 1830–1889 och som förde traditionerna från Flors linneväveri vidare. Gardelius komponerade efter matematiska beräkningar de komplicerade mönster som ingick i vävningen. Hennes vävstolar konstruerades enligt hennes behov av hennes far och make för att kombinera tusen mönster. Hon blev berömd i det dåtida Sverige och mottog stora beställningar från drottning Josefina. 
Vävskolan avvecklades 1879 men företaget fortsatte väva på beställning, både damast, bomull och linnelärft. Företaget drevs på Norra Kyrkogatan 13 i Visby och övertogs efter hennes död av hennes två döttrar. Det avvecklades 1921.   